# Бутовский лесопарк
Бутовский лесопарк — лесопарк в Москве и Московской области. Расположен на обширной территории от Калужского до Симферопольского шоссе, на юго-западе Лесопаркового защитного пояса, на территории  районов Коммунарка, Северное Бутово и Южное Бутово города Москвы, а также Ленинского городского округа Московской области. Создан в 1935 году.

## Природа и видовой состав
Преобладают широколиственные деревья (берёза, дуб, липа, а также привезённые груша лесная, яблоня лесная), но также и много хвойных (сосна, а также привезённые из другой местности, такие как лиственница даурская, лиственница сибирская). 33 % от всех деревьев в парке — это берёзы. Средний возраст деревьев составляет шестьдесят лет. Встречаются и двухсотлетние дубы. Среди трав в парке есть охраняемые растения: ветреница лесная, горечавка лёгочная, медуница неясная, ландыш майский, колокольчик широколистный, колокольчик персиколистный. В лесу есть земляника, копытень, гравилат, сныть, звездчатка, живучка, мятлик, щучка, марьянник, манжетка и др. Всего насчитывается 126 видов растений. В лесопарке большое количество оврагов. В лесопарке находится долина реки Битцы, а также бывшая усадьба Знаменское-Садки. Эти объекты находятся под охраной как памятники природы.
Среди птиц можно встретить соловья (только весной) и ястреба.

## Рекреация
В районе станции Бутово расположен охраняемый кемпинг. Зимой организовывается катание на лыжах и санях. Летом прогулки и купание в озере, а также рыбалка. С 1965 года в лесу функционирует волейбольная площадка, на которой круглый год играют жители из близлежащих районов Москвы и Подмосковья.

## Интересные факты
СВР РФ добивается права построить свой объект на территории Бутовского лесопарка. Чтобы этому противостоять было создано Движение за спасение Бутовского лесопарка.